# 렉스트 층

Medulla spinalis - substantia grisea

Rexed lamina

렉스트 층(단수: Rexed lamina, 복수: Rexed laminae)은 1950년대 초 Bror Rexed가 척수의 회색 기둥 부분을 표시하기 위해 식별한 10개 층의 회색질(I–X) 시스템으로 구성된다.
브로드만 영역과 마찬가지로 위치가 아닌 세포 구조로 정의되지만 위치는 여전히 일정하게 유지된다.

## 층
- 뒤쪽 회색열: I~VI
  - Lamina I: 척수변연핵 또는 후변연핵[3]
  - 라미나 II: Rolando의 substantia gelatinosa[3]
  - 층 III 및 IV: 고유핵[3]
  - Lamina V: 등뿔의 목. V층 내의 뉴런은 주로 피부, 근육, 관절의 기계적 통각수용기뿐만 아니라 내장 통각수용기의 감각 구심성 자극을 처리하는 데 관여한다. 이 층은 넓은 동적 범위의 신경로 뉴런, 중간뉴런 및 고유척추 뉴런의 본거지이다. 내장체성 통증 신호 수렴은 넓은 동적 범위의 신경로 뉴런의 존재로 인해 이 판에서 종종 발생하여 통증 참조를 초래한다.[4]
  - Lamina VI: 등뿔의 기저부. 여기에서는 통각 입력이 발생하지 않는다. 대신 이 얇은 판은 근육과 관절을 지배하는 대구경 섬유와 무해한 관절 움직임과 근육 신장에 민감한 근방추로부터 입력을 받아 이 정보를 소뇌로 전달하여 그에 따라 근육 긴장도를 조절할 수 있다.[5]
- 측면 회색 열: VII 및 X
  - Lamina VII: 흉부 및 요추 상부 부위의 중간중간핵, 중간외측핵, 후흉부핵[6]
  - Lamina X: 중앙 운하를 둘러싸고 있는 회백질 영역.[6][3]
- 앞쪽 회색 열: VIII~IX
  - Lamina VIII: 모터 개재뉴런; 교련핵[6]
  - Lamina IX: 저축(체벽 근육), 외측(사지 영역) 및 내측(등 근육)운동 뉴런, 또한 횡격막 및 척수 부속품 경추 수준의 핵, 천골 부위의 오누프 핵

## 같이 보기
- 회색질기둥(grey column)